# 卫生部 (丹麦)
丹麦卫生部（丹麥語：Sundhedsministeriet）是丹麦的政府部门。该部门全面负责卫生政策，包括医院，医院药房和医疗保健。

## 架构
卫生部下设以下机构，机构，董事会，理事会等：
- 国家卫生委员会
- 丹麦药品管理局
- 病人安全局
- 病人投诉委员会
- 丹麦卫生与药品管理局
- 史坦顿血清研究所
- 道德委员会
- 国家道德委员会

## 职责
卫生部在卫生领域为政府及部长的决策奠定基础，并帮助制定议程，寻找解决方案并建立连贯性。

## 历史
卫生部已经由独立运作或作为大型部门的一部分改组过几次。在2001年，它被纳入内政和卫生部。在2007年，它又以卫生和预防部的名义分离，并通过将卫生区与前内政和卫生部分开而成立。在2010年，该部再次合并为内政和卫生部。但是，这只持续到2011年，当时国内地区被移交给了新成立的经济事务和内政部，而该部的其他部门再次成为了卫生和预防部。
2015年，卫生部改组为卫生和老年人部，并由社会事务和内政部负责。

## 国际合作
卫生部参与了欧盟，世卫组织，北欧部长理事会和其他国际组织的合作。该部还签署了双边合作协议，并与许多国家的卫生当局进行交流。
| 合作               | 参与事务                                           |
| ------------------ | -------------------------------------------------- |
| 世界卫生组织       | 世界卫生大会，世卫组织董事会，世卫组织（欧洲）     |
| 欧洲联盟           |                                                    |
| 经济合作与发展组织 | 经合组织卫生委员会                                 |
| 北欧部长理事会     | 北欧社会和卫生政策部长理事会                       |
| 国际部合作         | 分别与中国，巴西，墨西哥和越南进行卫生部门战略合作 |